# Bryoptera diffusimacula
Bryoptera diffusimacula là một loài bướm đêm trong họ Geometridae.